# 川上インターチェンジ
川上インターチェンジ（かわかみインターチェンジ）は、神奈川県横浜市戸塚区川上町にある横浜新道のインターチェンジである。2001年9月28日に既存のインターチェンジをリニューアルするかたちで完成した。

## 周辺
- 東戸塚駅（西口）
- 戸塚カントリー倶楽部
- 神奈川県営川上団地

## 隣
E83 横浜新道
(13) 今井IC - (14) 川上IC - 戸塚PA/TB - (15) 上矢部IC

## 路線バス
戸塚方面本線上に神奈中バス深夜急行平塚駅行きのバスストップがあるが、降車専用であり乗車することはできない。
相鉄バス浜17・18系統『横浜新道線』が当インターから常盤台方面に乗り入れている。